# 3178 Yoshitsune
A 3178 Yoshitsune (ideiglenes jelöléssel 1984 WA) a Naprendszer kisbolygóövében található aszteroida. Szuzuki Kenzó és Urata Takesi fedezte fel 1984. november 21-én.